# 좌투좌타
좌투좌타는 야구에서 왼손으로 던지고 왼손으로 치는 야구 선수를 일컫는 단어이다. 

## 설명
좌투좌타는 야구에서 전형적인 왼손잡이 선수로서 주로 투수나 외야수에 많이 포진되어 있다. 내야수의 경우는 1루수에 한정되어 있는데 이는 왼손잡이인 경우엔 유격수, 2루수, 3루수, 포수와 같은 자리를 소화하기 어렵기 때문이다. 대한민국에서 운영하는 KBO에서 유명한 좌투좌타 야구 선수로는 이승엽, 추신수 등이 있으며 홈런을 잘치기로 유명한 배리 본즈나 베이브 루스도 좌투좌타인 야구 선수에 속한다.

## 같이 보기
- 야구
- 타자
- 투수